# Estatua ecuestre de Marco Aurelio

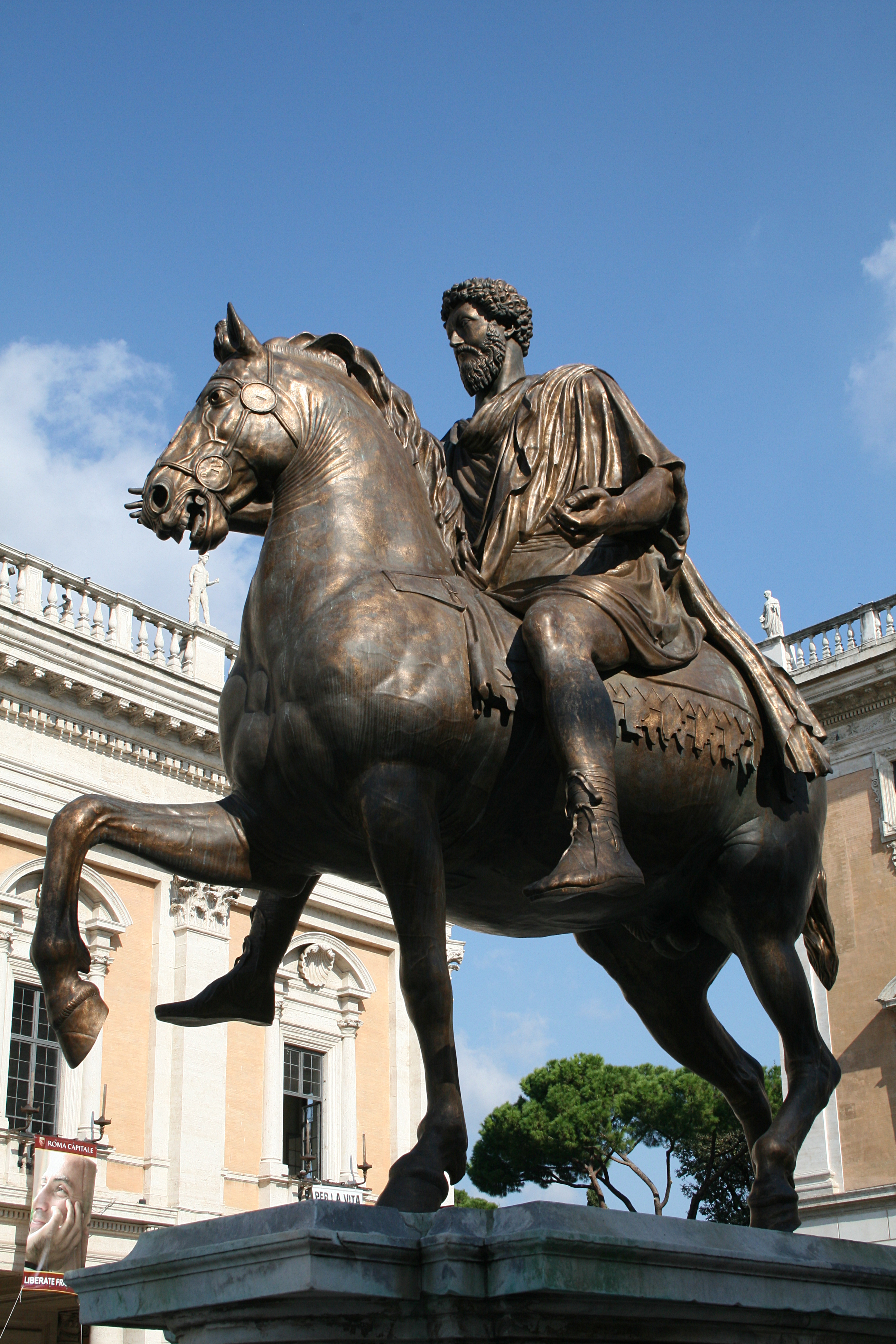
Réplica de la estatua en la Colina Capitolina.

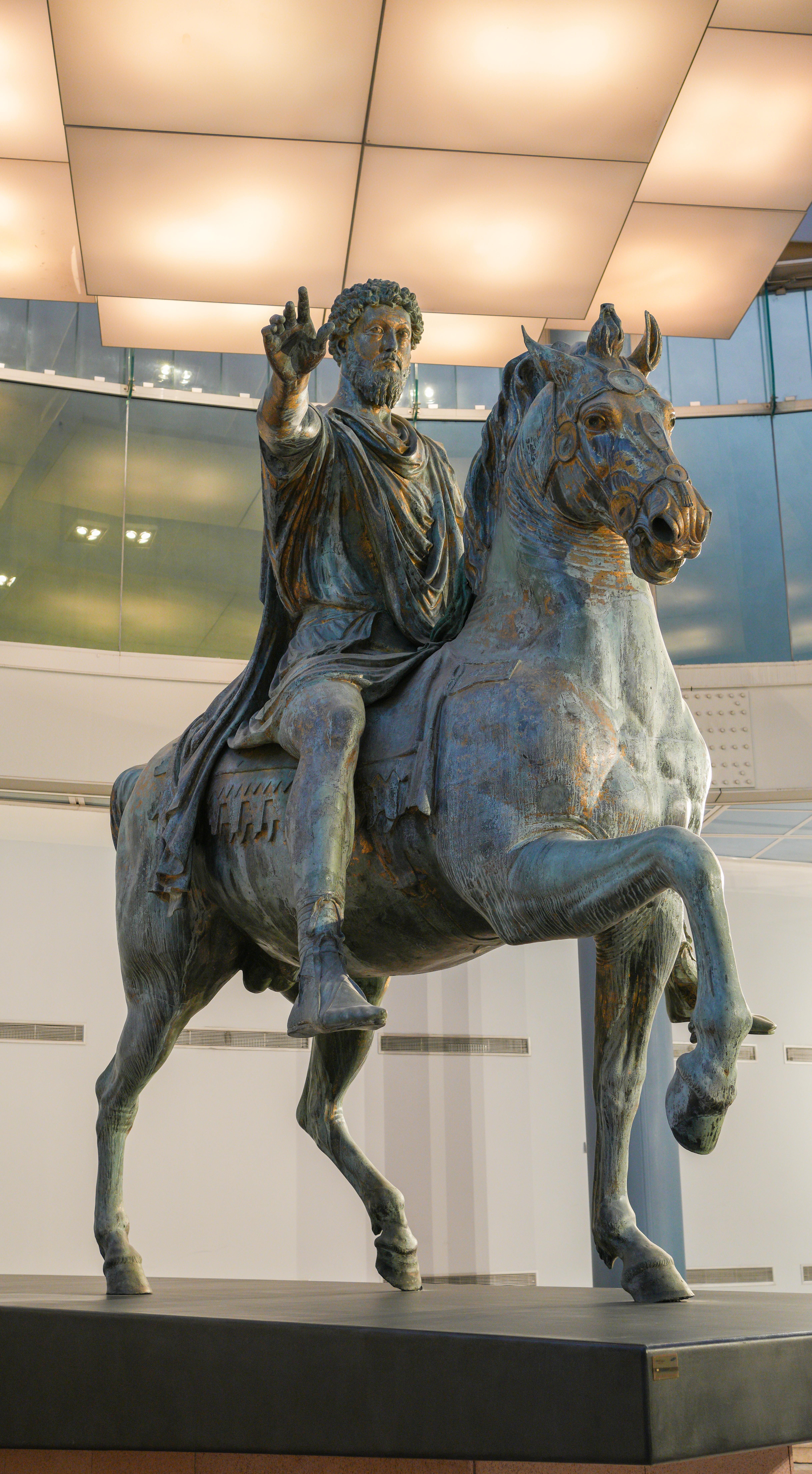
Estatua original de Marco Aurelio, en el interior del Museo Capitolino.

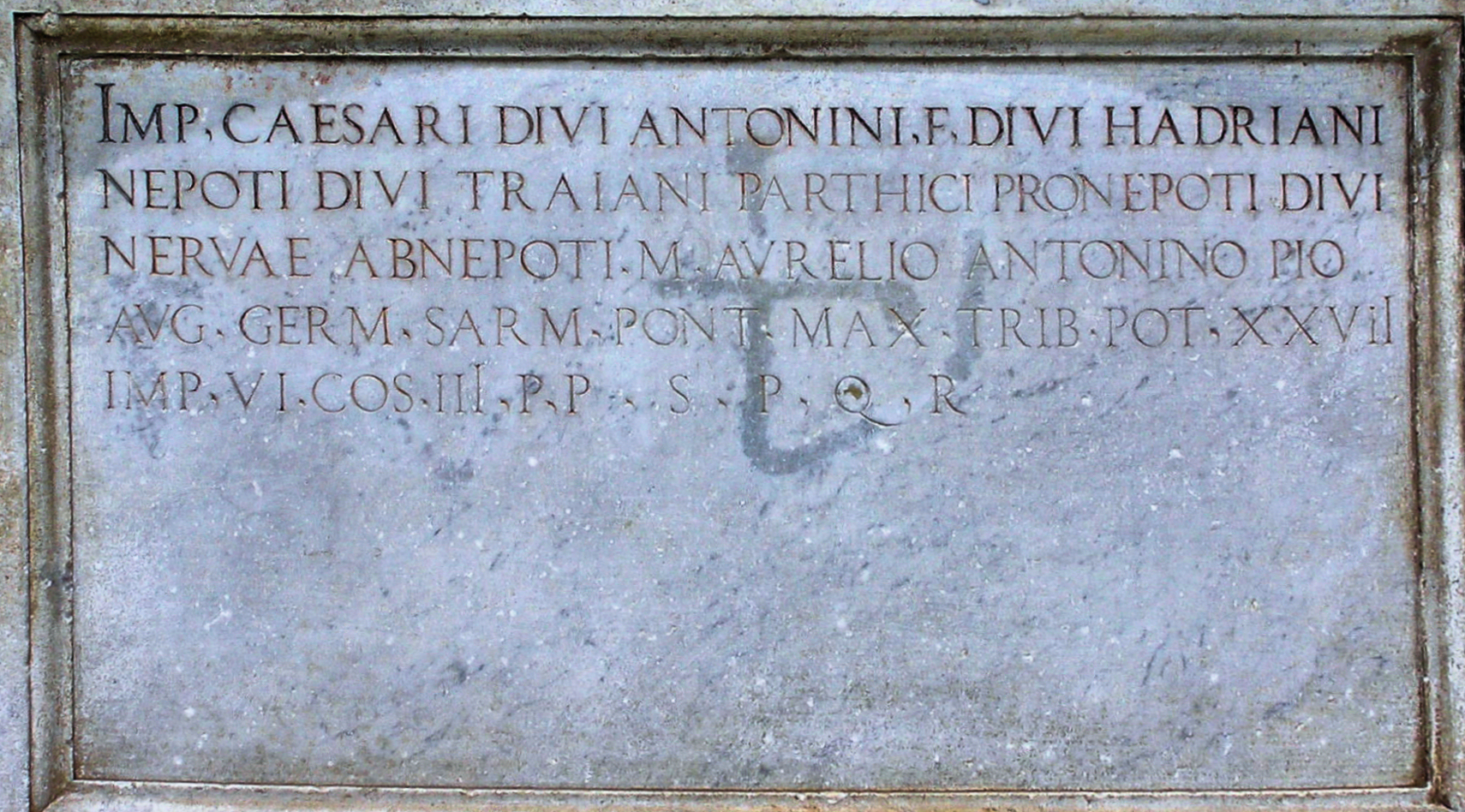
La inscripción en el pedestal de la réplica de la estatua.

La estatua ecuestre de Marco Aurelio es una estatua de bronce, de 4,24 metros de altura, fundida en el siglo II, concretamente en el año 176.

## Descripción
Aunque en esta estatua el emperador Marco Aurelio se presenta a lomos de un caballo, guarda muchas similitudes con las estatuas propias de Augusto. El tema central de la estatua es el poder y la grandeza divina, con el emperador agrandado con respecto a su talla real y tendiendo su mano, en un gesto muy característico de los retratos de Augusto. En este caso, el gesto puede también significar clemencia hacia, según algunos historiadores, un enemigo caído a los pies del caballo, que según algunos historiadores basados en relatos del medievo que especifican que en la estatua se mostraba también un cacique bárbaro en cuclillas ante la pata derecha delantera del caballo. Esta imagen tenía como finalidad mostrar al emperador como un señor de la tierra siempre victorioso y conquistador. Sin embargo, al no llevar armas o armadura, Marco Aurelio parece transmitir más una imagen de paz que de héroe militar, tal y como él se percibía a sí mismo y a su reino.
También cabe señalar que Marco Aurelio monta sin estribos, porque no habían sido todavía introducidos en el mundo occidental.

## Historia
Anteriormente, existían numerosas estatuas imperiales ecuestres, pero pocas sobrevivieron debido a la práctica usual de fundir las estatuas de bronce para reutilizarlas como monedas o para construir nuevas estatuas, como, por ejemplo, ocurrió durante el periodo tardío del imperio, tras la aparición de las iglesias cristianas de Roma. Es por ese motivo que muy pocas estatuas de bronce sobrevivieron, y mucho menos las que mostraban emperadores. Los cristianos medievales también las destruyeron bajo la creencia de que eran ídolos paganos. De hecho, esta estatua es la única estatua de bronce de un emperador romano de la época precristiana que ha llegado a nuestros días. 
Durante la Edad Media, fue una de las pocas estatuas romanas que permaneció a la vista pública, debido a que se creía, erróneamente, que se trataba de una estatua ecuestre del emperador pro-cristiano Constantino. Estaba en el Palacio de Letrán en Roma, y en 1538 fue trasladada a la Plaza Capitolina, en la Colina Capitolina, durante el rediseño de la colina realizado por Miguel Ángel. Aunque el mismo Miguel Ángel no estaba de acuerdo con su posición central, diseñó un pedestal especial para la misma. Actualmente, la estatua de bronce y su pedestal  originales se conservan en una nueva sala de exhibición, construida especialmente para albergarlos, en el interior del Palacio de los conservadores del Museo Capitolino, mientras que la que está en la Plaza del Campidoglio es una réplica fiel.
La estatua es tan conocida y típica que es la imagen de la moneda de 0,50 € italiana, diseñada por Roberto Mauri. Una réplica de la estatua se puede encontrar en el campus de la Universidad Brown en los Estados Unidos desde 1908.